# Augustin Grimaldi
Augustin Grimaldi (Genova, 1482. – Monako, 14. travnja 1532.), biskup Grassea (1505. – 1523.) i regent Monaka (1523. – 1532.) iz dinastije Grimaldi. U Monaku je poznat kao nacionalni spasitelj, a izvan njega većinom kao osnivač sela Valbonne u Francuskoj.

## Životopis
Rodio se kao treći od četiri sina u obitelji monegaškog gospodara Lamberta († 1494.) i monegaške nasljednice Claudine († 1515.). Njegova braća Ivan II. i Lucien bili su gospodari Monaka. Za razliku od svoje braće, Augustin se zaredio za svećenika i posvetio crkvenom životu.
Nakon što je Lucien u listopadu 1505. godine ubio svog brata i gospodara Monaka, Ivana II., Đenovežani su pokušali iskoristiti priliku i osvojiti Monako. Dok je Lucien rukovodio obranom Monaka, biskup Augustin je sa sestrom Françoise otišao u Francusku na dvor kralja Luja XII. (1498. – 1515.) kako bi zatražili francusku vojnu pomoć. Augustin je obavio uspješno diplomatski zadatak te je u ožujku 1507. godine došla francuska vojska nakon čega su Đenovežani odustali od opsade i povukli se. Lucien je krenuo s kraljem Lujom XII. u vojni pohod u Italiju, a Augustin je privremeno ostao u Monaku kako bi se pobrinuo za obnovu i organizaciju života nakon višemjesečne opsade. Augustin se pridružio bratu Lucienu i kralju Luju XII. pri opsadi Genove. Kampanja je bila uspješna, ali je kralj Luj XII. naposljetku zarobio Luciena Grimaldija kako bi ga prisilio da mu ili preda Monako ili ga prizna za svog suverena.
Biskup Augustin je odbio predaju Monaka na što je Luj XII. poslao vojsku jačine 4.000 vojnika na Monako morskim putem. Vrsnim diplomatskim trikovima, Augustin je uspio držati francusku vojsku dalje od Monaka dok se nije zakomplicirala francuska situacija u Italiji, nakon čega je Luj XII. oslobodio Luciena. Naposljetku je rimsko-njemački car i španjolski kralj Karlo V. (1516. – 1556.) porazio francusku vojsku u Italiji, osvojio Genovu i nametnuo se kao nova sila na Sredozemlju.
Godine 1523. Bartolomeo Doria je izvršio atentat na Luciena u želji da zauzme Monako u korist Genove. Augustin je upravo u tom trenutku bio na putu iz Cannesa prema Monaku pa je stigao na vrijeme da preuzme kontrolu nad gradom, isposluje oslobođanje Jeanne i njenog devetomjesečnog sina Honorija koji su bili držani kao taoci i potjera atentatore.
Augustin je preuzeo regentstvo nad Monakom u ime maloljetnog Honorija i tu je dužnost obnašao veoma uspješno. Poslao je rođaka Leonarda Grimaldija da sklopi sporazum s carem Karlo V. te je 7. lipnja 1524. godine bio potpisan sporazum u Burgosu. Međutim, taj je sporazum izravno ugrožavao neovisnost Monaka te je Augustin isposlovao novi dogovor, sporazum iz Tordesillasa, kojim je Monaku bila zajamčena neovisnost i zaštita Španjolske.

## Vanjske poveznice
- Lucien i Augustin, braća Grimaldi: strategija i junaštvo u službi Monaka - hellomonaco.com (engl.)
- Biskup Augustin Grimaldi - madmonaco.blogspot.com (engl.)
- Augustin Grimaldi - en.gouv.mc (engl.)